# Yébleron
Yébleron é uma comuna francesa na região administrativa da Normandia, no departamento de Sena Marítimo. Estende-se por uma área de 10,39 km². Em 2010 a comuna tinha 1 297 habitantes (densidade: 124,8 hab./km²).